# Ital
Ital (Italus, Ἰταλός), va ser un rei dels pelasgs, sículs i enotris, del qual la península d'Itàlia hauria rebut el seu nom. Gai Juli Higini el fa fill de Telègon i Penèlope, i s'hauria aparellat amb Electra (filla de Llatí) que el va fer pare de Rem (Remus) el fundador de Roma, i també amb Leucària, amb la que va tenir l'heroïna Roma, suposada fundadora de la ciutat.
Va ser un rei just i savi i va governar establint lleis i civilitzant el seu poble. En reconeixement es va donar al seu regne el nom d'Itàlia. Primer va prendre el seu nom la part meridional, coneguda fins aquell moment com a Ausònia. Però ben aviat es denominà així tota la península sencera.